# Carolina das Duas Sicílias
Maria Carolina Fernanda Luísa de Bourbon-Duas Sicílias (em italiano:  Maria Carolina Ferdinanda Luisa di Borbone; 5 de novembro de 1798 — 17 de abril de 1870), foi a primeira filha do rei Francisco I das Duas Sicílias, e esposa do príncipe Carlos Fernando, Duque de Berry, pretendente ao trono francês.

## Família
Carolina era a única filha sobrevivente do primeiro casamento do rei Francisco I das Duas Sicílias com a arquiduquesa Maria Clementina da Áustria. Os seus avós paternos eram o rei Fernando I das Duas Sicílias e a arquiduquesa Maria Carolina da Áustria. Os seus avós maternos eram o imperador Leopoldo II e a infanta Maria Luísa de Espanha.

## Biografia
Carolina foi baptizada com os nomes dos seus avós paternos, a arquiduquesa Maria Carolina da Áustria e o rei Fernando de Nápoles.
Passou a sua juventude em Palermo e em Nápoles. A sua mãe morreu em 1801, tendo dado à luz um filho num parto complicado no ano anterior. Morreu aos vinte e quatro anos. O seu pai voltou a casar, desta vez com a infanta Maria Isabel de Espanha, outra prima direita. O casal teve doze filhos.
Carolina casou-se com o sobrinho do rei Luís XVIII de França, o duque Carlos Fernando d'Artois, a 24 de abril de 1816 em Nápoles, após negociações com os reinos de Nápoles e da Sicília levadas a cabo pelo embaixador francês Pierre Louis Jean Casimir de Blacas, o que fez com que se tornasse duquesa de Berry em França.
Apesar de este ter sido um casamento arranjado, foi feliz e Carolina passou a viver no Palácio do Eliseu em Paris, que lhe tinha sido oferecido como prenda de casamento.
Tornou-se uma figura importante durante a Restauração dos Bourbon, após o assassinato do seu marido em 1820. O seu filho, Henrique, Conde de Chambord, foi chamado de a criança milagre, visto que nasceu depois da morte do pai e continuou a linha de descendência directa dos Bourbon descendentes do rei Luís XIV de França. 
Em 1824, o rei Luís XVIII morreu e foi sucedido pelo sogro de Carolina, o rei Carlos X.
Em 1830, Carolina foi forçada a fugir de França quando Carlos X foi deposto durante a Revolução de Julho. Viveu em Bath e em Regent Terrace, Edimburgo, durante algum tempo.
Em 1831, regressou com a sua família para Nápoles pelos Países Baixos, Prússia e Áustria. Contudo, mais tarde, com a ajuda do visconde Emmanuel Louis Marie de Guignard, tentou restaurar a dinastia Bournon legitimista ao trono sem sucesso durante o reinado do monarca de Orleães, o rei Luís Filipe.
Depois da sua rebelião falhada em Vendée em 1832, foi presa em novembro do mesmo ano. Foi libertada em junho de 1833 depois de dar à luz uma filha e de confessar o seu casamento secreto com um nobre italiano, Ettore Carlo Lucchesi-Palli, oitavo duque da Grazia. Em 1844, comprou o palazzo Ca' Vendramin Calergi no Grande Canal de Veneza ao último membro da família Vendramin. Durante o Risorgimento, viu-se obrigada a vendê-lo ao seu neto, o príncipe Henrique, conde de Bardi e muitas das obras de arte que lá se encontravam foram leiloadas em Paris.
Regressou à Sicilia, rejeitada pelos membros da Casa de Bourbon, e morreu perto de Graz, no Império Austro-Húngaro, em 1870.

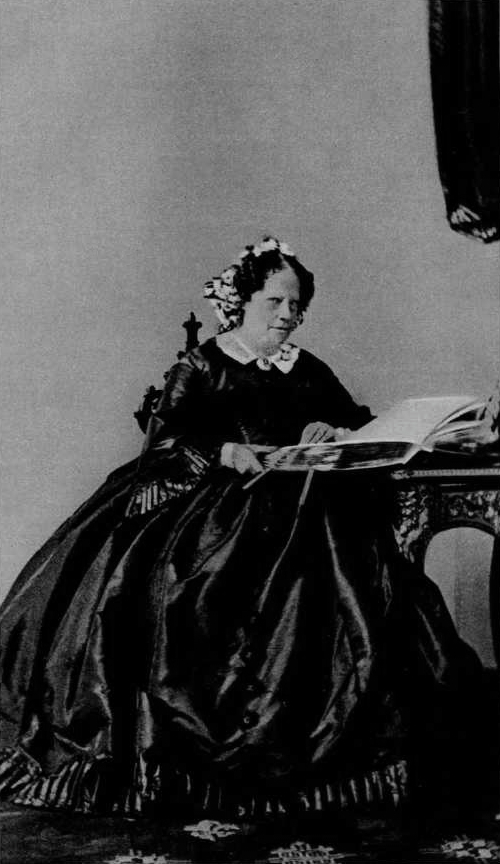
Uma rara fotografia da Duquesa de Berry

O romancista francês Alexandre Dumas escreveu duas histórias sobre ela.

## Descendência

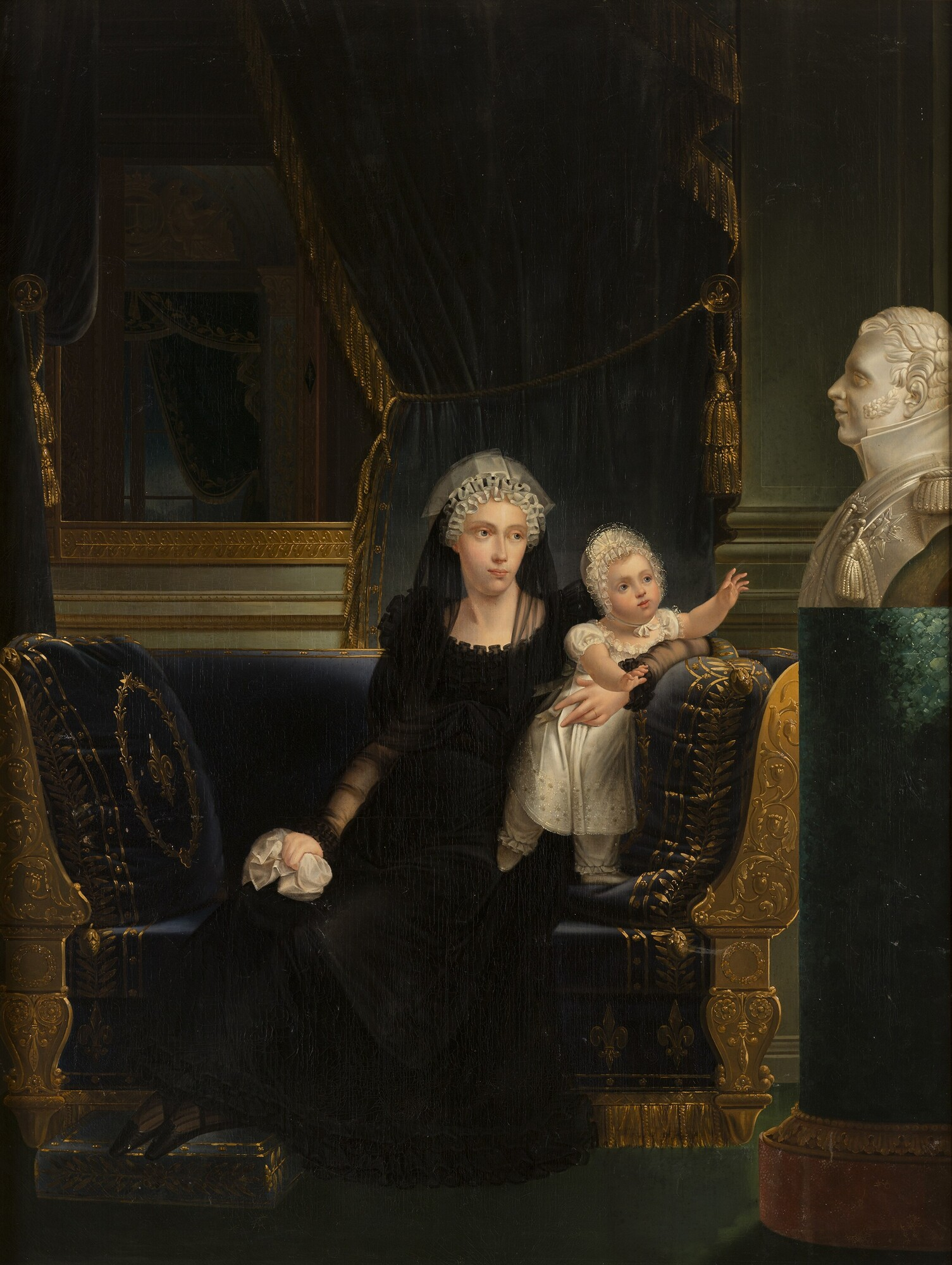
Maria Carolina de luto com sua filha Luísa Maria Teresa. As duas olham longamente para um busto de Carlos Fernando.

- Filhos com Carlos Fernando, Duque de Berry:

1. Luísa Isabel de Artois (13 de julho de 1817 - 14 de julho de 1817)
2. Luís de Artois (nascido e morto em 13 de setembro de 1818)
3. Luísa Maria Teresa de Artois (21 de setembro de 1819 - 1 de fevereiro de 1864), casou-se com Carlos III, Duque de Parma, com descendência.
4. Henrique, Conde de Chambord (29 de setembro de 1820 - 24 de agosto de 1883), casou-se com Maria Teresa de Áustria-Este, sem descendência.

- Filhos com Ettore Carlo Lucchesi-Palli, 8º Duque della Grazia:

1. Anna Maria Rosalia Lucchesi-Palli (10 de maio de 1833 - 19 de agosto de 1833); Nascida durante a prisão de sua mãe em Blaye, em junho de 1833 ela foi libertada com ela e se mudou para a Itália, onde seus pais a colocaram aos cuidados de um casal adotivo até sua morte, com três meses de idade.
2. Clementina Lucchesi-Palli, Condessa Zileri dal Verme (19 de novembro de 1835 - 22 de março de 1925)
3. Francesca de Paola Lucchesi-Palli, Princesa di Arsoli (12 de outubro de 1836 - 10 de maio de 1923);
4. Maria Isabella Lucchesi-Palli, Marchesa Cavriani e depois Contessa di Conti (18 de março de 1838 - 1 de abril de 1873)
5. Adinolfo Lucchesi-Palli, 9º Duque della Grazia (10 de março de 1840 - 4 de fevereiro de 1911); seu filho Pietro Lucchesi-Palli casou com a princesa Beatriz de Bourbon-Parma, filha de Roberto I de Parma e sua primeira esposa, a princesa Maria Pia das Duas Sicílias.